# Воронов, Владимир Ульянович
Владимир Ульянович Воронов (1914—1995) — полковник Советской Армии, участник польского похода РККА, советско-финской и Великой Отечественной войн, Герой Советского Союза (1945).

## Биография
Владимир Ворона (в послевоенное время сменил фамилию на Воронов) родился 11 июля 1914 года в селе Подлипное (ныне — Конотопский район Сумской области Украины) в семье рабочего Ульяна Титовича Вороны. Окончил восемь классов и школу фабрично-заводского ученичества при Конотопском вагоноремонтном заводе, после чего работал на нём же слесарем. В 1935 году окончил железнодорожный техникум.
В 1936—1940 годах проходил службу в Рабоче-крестьянской Красной Армии. В 1938 году окончил курсы младших лейтенантов. Участвовал в Польском походе и советско-финской войне.
В июне 1941 года повторно был призван в армию и направлен на фронт Великой Отечественной войны. Воевал в должности командира взвода 1034-го стрелкового полка 293-й стрелковой дивизии 40-й армии Юго-Западного фронта. Под Собичем попал в окружение, но сумел пробиться к своим. Был направлен в 665-й стрелковый полк 216-й стрелковой дивизии. Принимал участие в битве за Кавказ, освобождении Кубани, Украины, Крыма. 15 октября 1943 года был назначен командиром этого полка. Отличился во время Крымской операции.
8 мая 1944 года, организовав штурмовые отряды, Воронов атаковал противника и, овладев его железобетонными укреплениями, вышел к внутренней оборонительной линии Севастополя. 9 мая полк прорвался к центру города.
Указом Президиума Верховного Совета СССР от 24 марта 1945 года за «мужество и отвагу, проявленные во время форсирования Сиваша и в боях за удержание Сивашского плацдарма, за успешные действия полка по овладению Севастополем» подполковник Владимир Воронов был удостоен высокого звания Героя Советского Союза с вручением ордена Ленина и медали «Золотая Звезда» за номером 6181.
Участвовал в Параде Победы и правительственном приёме в Кремле в честь Победы. После войны продолжал службу в Советской Армии. В 1946 году он окончил курсы «Выстрел», в 1958 году — Высшие академические курсы при Военной академии Генерального штаба. В 1961 году в звании полковника был уволен в запас. Проживал в городе Химки Московской области, работал ведущим инженером Министерства автомобильного транспорта РСФСР. Скончался 8 октября 1995 года, похоронен на Троекуровском кладбище.
Был также награждён двумя орденами Красного Знамени, орденами Суворова 3-й степени, Кутузова 3-й степени, Александра Невского, двумя орденами Отечественной войны 1-й степени, орденом Красной Звезды, а также рядом медалей.